# Jamestown, Indiana
Jamestown är en ort i Boone County i delstaten Indiana, USA.